# Valeyres-sous-Rances
Valeyres-sous-Rances es una comuna suiza del cantón de Vaud, situada en el distrito de Jura-Nord vaudois. Limita al norte con la comuna de Rances, al este con Mathod, al sureste con Orbe, al sur con Montcherand, y al oeste con Sergey.
La comuna formó parte hasta el 31 de diciembre de 2007 del distrito de Orbe, círculo de Baulmes.

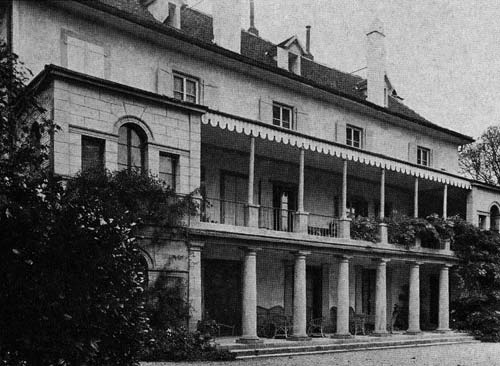
Castillo de Valeyres-sous-Rances.

## Enlaces externos

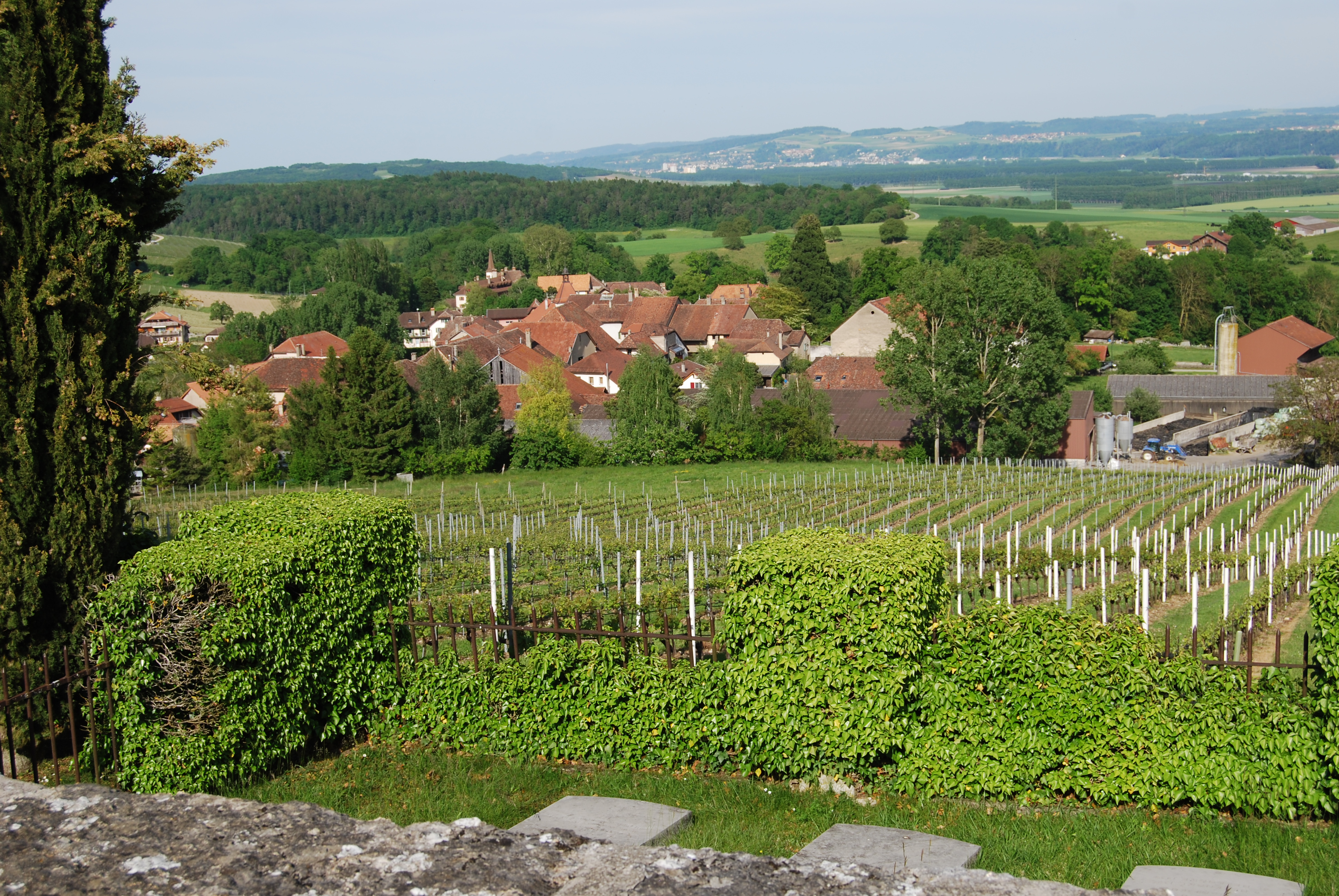
Valeyres-sous-Rances